# Oblys de Pavlodar
L'oblys de Pavlodar (en kazakh : Павлодар облысы et en russe : Павлодарская область) est une collectivité territoriale du Kazakhstan. L'oblys est le plus haut niveau de découpage administratif du pays. L'oblys est situé dans le nord-est du pays.

## Géographie
L'oblys est limitrophe, au nord, de la fédération de Russie, à l'ouest, des oblystar du Kazakhstan-Septentrional et d'Aqmola, au sud-ouest, de celui de Karaganda et, au sud, de l'oblys du Kazakhstan-Oriental.
Selon les estimations de 2005, l'oblys est peuplé de 765 779 habitants. La population de l'oblys diminue de manière notable puisqu'en 1989 elle était de 942 300 personnes.
Les autres villes principales de l'oblys sont Ekibastouz avec 127 200 habitants en 1999 et Aksou avec 42 300 habitants en 1999.
Sous la période soviétique, environ 39 % de l'oblys était rattaché à la ville de Semeï (alors Semipalatinsk) où avaient lieu les essais nucléaires soviétiques.

## Divisions administratives
La capitale de l'oblys est Pavlodar.
La province est divisée en 10 districts et 3 villes Pavlodar, Aksou et Ekibastouz.

### Districts
| District              | Chef-lieu |
| --------------------- | --------- |
| District d’Aktogaï    | Aktogaï   |
| District de Bayanaoul | Bayanaoul |
| District de Charbakty | Charbakty |
| District d’Ertis      | Ertis     |
| District de Jelezin   | Jelezin   |
| District de Kachyr    | Kachyr    |
| District de Lebyaji   | Akkou     |
| District de Maï       | Koktobe   |
| District d’Ouspen     | Ouspenka  |
| District de Pavlodar  | Pavlodar  |

### Villes
| Ville      |
| ---------- |
| Pavlodar,  |
| Aksou      |
| Ekibastouz |